# Gurazeni
Gurazeni (グラゼニ?) è un manga scritto da Yūji Moritaka e disegnato da Keiji Adachi, serializzato sulla rivista Weekly Morning di Kōdansha dal 9 dicembre 2010 al 23 gennaio 2015. 
Un adattamento anime è stato trasmesso Giappone nel 2018, arrivando in Italia in streaming sulla piattaforma VVVVID, in lingua originale sottotitolato in italiano.

## Trama
La storia vede protagonista un ragazzo di 26 anni, Natsunosuke Bonda (凡田夏之介?, Bonda Natsunosuke), giocatore di baseball (è un lanciatore) degli Spider, squadra della Lega professionistica giapponese.

## Anime
La serie anime di Gurazeni è partita il 6 aprile 2018. Al momento è composta da 24 episodi, equamente divisi tra le due stagioni. 
La canzone d'apertura è Merigo feat. SKY-HI cantata da Cypress Ueno to Robert Yoshino, mentre quella di chiusura è Shadow Monster cantata da Asako Toki. 

### Episodi
| Nº                            | Titolo italiano Giapponese 「Kanji」 - Rōmaji                                                                   | In onda          | In onda |
| Nº                            | Titolo italiano Giapponese 「Kanji」 - Rōmaji                                                                   | Giapponese       |         |
| Prima stagione (12 episodi)   | |                  |         |
| 1                             | Il mio posto di lavoro / Vallata 「僕の職場 / 谷間」 - Boku no shokuba / Tanima                                 | 6 aprile 2018    |         |
| 2                             | Abitudine / Amico 「習性 / 友達」 - Shūsei / Dachi                                                              | 13 aprile 2018   |         |
| 3                             | Riunione di conterranei 「県人会」 - Kenjinkai                                                                  | 20 aprile 2018   |         |
| 4                             | Binario verso il ritiro 「引退へのレール / プロになれなかった男」 - Intai e no rēru / Puro ni narenakatta otoko | 27 aprile 2018   |         |
| 5                             | Titoli sicuri, titoli rischiosi 「安全な株・危険な株」 - Anzen na kabu kiken na kabu                            | 4 maggio 2018    |         |
| 6                             | Multiplo 「倍数」 - Baisū                                                                                       | 11 maggio 2018   |         |
| 7                             | In prima divisione anche se di seconda 「二軍なのに一軍」 - Nigun nanoni ichigun                                | 18 maggio 2018   |         |
| 8                             | Il tragitto verso lo stadio 「球場までの通勤事情」 - Kyūjō made no tsūkin jijō                                  | 25 maggio 2018   |         |
| 9                             | Maestro o cattivo esempio 「教師or反面教師」 - Kyōshi or hanmen kyōshi                                          | 1º giugno 2018   |         |
| 10                            | Diplomato e laureato 「高卒と大卒」 - Kōsotsu to daisotsu                                                       | 8 giugno 2018    |         |
| 11                            | Nessuna palla sprecata 「投げるタマがない」 - Nageru tama ga nai                                                | 15 giugno 2018   |         |
| 12                            | Gourmet solitario 「コドクなグルメ」 - Kodoku na gurume                                                         | 22 giugno 2018   |         |
| Seconda stagione (12 episodi) | |                  |         |
| 13                            | Ritorno in prima divisione 「一軍復帰」 - Ichigun fukki                                                         | 5 ottobre 2018   |         |
| 14                            | Bonaccione 「甘チャン」 - Ama-chan                                                                              | 12 ottobre 2018  |         |
| 15                            | Scalata della classifica 「首位浮上」 - Shui fujō                                                               | 19 ottobre 2018  |         |
| 16                            | Congratulazioni, vincitori della lega 「祝・リーグ優勝」 - Shuku rīgu yūshō                                     | 26 ottobre 2018  |         |
| 17                            | Discorso confidenziale 「ココだけのおハナシ」 - Koko dake no ohanashi                                           | 2 novembre 2018  |         |
| 18                            | Stagione solitaria 「さびしい季節」 - Sabishii kisetsu                                                          | 9 novembre 2018  |         |
| 19                            | Notifica di riassegnazione 「戦力外通告」 - Senryokugai tsūkoku                                                 | 16 novembre 2018 |         |
| 20                            | Il giorno dei tifosi 「ファン感謝デー」 - Fan kansha dē                                                         | 23 novembre 2018 |         |
| 21                            | Matrimonio da disoccupato?! 「無職で結婚…!?」 - Mushoku de kekkon?!                                             | 30 novembre 2018 |         |
| 22                            | Un improvviso ribaltamento! 「いきなり大逆転!」 - Ikinari dai gyakuten!                                         | 7 dicembre 2018  |         |
| 23                            | Rinnovi di contratto, prima parte 「契約更改・前編」 - Keiyaku kōkai zenpen                                     | 14 dicembre 2018 |         |
| 24                            | Rinnovi di contratto, seconda parte 「契約更改・後編」 - Keiyaku kōkai kōhen                                    | 21 dicembre 2018 |         |